# 上宮太子高等学校
上宮太子高等学校（うえのみやたいしこうとうがっこう、英: Uenomiya Taishi Senior High School）は、大阪府南河内郡太子町太子にある私立高等学校。1988年開校。
学校法人上宮学園が運営している。兄弟校は大阪市天王寺区にある上宮高等学校。
以前は同じ敷地内に上宮太子中学校が存在したが、2018年に上宮中学校と統合し上宮学園中学校が発足したため、2020年3月をもって統廃合された。

## 概要
浄土宗の宗門関係校として開校。学校祖は浄土宗の開祖である法然。
教育理念
「全人教育の中での英才育成」
- 仏教精神に基づく幅広い人間教育を行う。
- 勉學精進による英才開発、育成をめざす。
- 豊かな自然と歴史に包まれた教育環境の中で、バランスのとれた人格を培う。

教育方針
浄土宗の開祖・法然上人の仏教精神を教育の基本とし、豊かな自然と歴史の宝庫に包まれた教育環境の中で、知性とともに感性を磨き、心身ともに伸びやかでバランスのとれた人格を養い、人を思いやり、人に愛され、また信頼され、社会に貢献できる人づくりをめざします。
校訓
「正思明行」：物事を正しく見つめ、明らかに実行すること
学順
「一、掃除　二、勤行　三、学問」
- 一、掃除－心身の保健衛生・整頓済美
- 二、勤行－勤労愛好と業務精進
- 三、学問－智恵を完成する学問解明

校歌
「月影」：「月影のいたらぬ里はなけれども　眺むる人の心にぞ澄む」

## 沿革

### 年表
- 1890年(明治23年)　浄土宗大阪支校　設立
- 1947年(昭和22年)　新制上宮中学校　発足
- 1948年(昭和23年)　新制上宮高等学校　発足
- 1967年(昭和42年)　上宮中学校　募集停止
- 1968年(昭和43年)　太子町校地に鉄筋校舎（現 特別教室棟）　竣工
- 1979年(昭和54年)　太子町校地に鉄筋校舎ならびに合宿所　竣工
- 1985年(昭和60年)　大阪府南河内郡太子町に上宮中学校　復活開校、体育館　竣工
- 1988年(昭和63年)　上宮高等学校太子町学舎　開校
- 1991年(平成3年)　上宮太子高等学校として独立
- 1993年(平成5年)　大阪市天王寺区に上宮中学校開校にともない上宮中学校（太子町）を上宮太子中学校に校名変更
- 2000年(平成12年)　硬式野球部　第72回選抜高等学校野球大会　初出場
- 2001年(平成13年)　硬式野球部　第83回全国高等学校野球選手権大会　初出場
- 2002年(平成14年)　バレーボール部　第33回全国高等学校バレーボール選抜優勝大会（春の高校バレー）、全国高等学校バレーボール選手権大会（インターハイ）出場
- 2011年(平成23年)　上宮太子中学校　男女共学化
- 2012年(平成24年)　上宮太子高等学校　男女共学化
- 2018年(平成30年)　上宮太子中学校と上宮中学校が統合し「上宮学園中学校」を設立（上宮太子中学校 募集停止）
- 2020年(令和2年)　高等学校3コース制開始

## 交通アクセス

### スクールバス
- 近鉄長野線 喜志駅より9分
- 近鉄南大阪線 上ノ太子駅より9分
- 近鉄大阪線 河内国分駅より25分
- JR大和路線 高井田駅より30分
- 南海高野線 金剛駅より40分

### 鉄道・バス
- 近鉄長野線 喜志駅より4市町村コミバス（近鉄バス）喜志循環線62・63番
- 近鉄南大阪線 上ノ太子駅より「たいしのってこバス」
  - いずれも「上宮学園前」下車すぐ、「太井川」下車徒歩9分

## 教育内容

### コース
- 特進Ⅰ類（国公立大学）コース　ー　5教科重視型で国公立大学への現役合格をめざす
- 特進Ⅱ類（難関私立大学）コース　ー　3教科重視型で難関私立大学への現役合格をめざす
- 総合進学（有名私立大学）コース　ー　得意分野を活かした進学方法で希望進路への現役合格をめざす

### 国際理解教育

#### 海外語学研修（2020年以降実施なし）[3]
- ACEプログラム　ー　ロンドンへの短期語学研修。英検2級（1次）以上取得で参加可能
- ターム留学　ー　ニュージーランドへの短期留学制度
- カナダ語学研修　ー　バンクーバーへの短期語学研修。夏休み中に実施

#### オンライン英会話
フィリピン・セブ島のネイティブ講師とオンラインでつなぎ、マンツーマンでの英会話レッスンを行う。

### ICT教育
すべての教室にICT機器を配備、Wi-Fi環境を整備し、生徒全員がiPadを使用して授業に臨む。また、充実した学習支援ツール（ロイロノート、Google Workspace for Education、kimini、デジタル教科書など）を活用することで、双方向型の授業を展開し、より深い理解へと結びつくように取り組んでいる。

### 学校行事

#### 主な学校行事
- 体育大会　ー　全生徒と全教員が4色に分かれて大熱戦を繰り広げます。応援合戦が名物。
- 上宮祭（文化祭）　ー　多彩な企画で大盛り上がりの文化祭。クラスやクラブのさまざまな発表や模擬店があります。
- 芸術鑑賞　ー　「ホンモノに触れる」とテーマに年に1度開催。過去には劇団四季、宝塚歌劇団、歌舞伎を鑑賞。
- 修学旅行　ー　東京(東京ディズニーランドなど)方面・北海道(札幌市・小樽市など）方面。過去にはオーストラリア、ドイツ（フランクフルト・ベルリン）、浜中町民泊体験、長崎県小値賀島など。
- 聖徳書道展　ー　毎日新聞社協賛で行う書道展。全国から約5000点の作品が応募。
- 校外学習　ー　ユニバーサル・スタジオ・ジャパンなど

#### 年間行事
- 4月：入学式、新入生歓迎会、オリエンテーション合宿（1年）
- 5月：祖山参拝（1年）、校祖誕生会
- 6月：体育大会、史跡見学（1年）
- 7月：夏期学習強化合宿（1年）
- 8月：文化祭（上宮祭）
- 9月：芸術鑑賞
- 10月：聖徳書道展
- 11月：太子町清掃活動（1年）
- 12月：修学旅行（2年）
- 1月：正当御忌式
- 2月：校外学習（2年）
- 3月：球技大会（1・2年）、卒業式

### 部活動

#### 運動部
硬式野球部　ー　第72回選抜高校野球、第83回全国高校野球選手権 出場（夏１回・春１回）、2016年(平成28年)　秋季大阪大会 優勝
バレーボール部　ー　第33回全国高等学校バレーボール選抜優勝大会（春の高校バレー）、全国高等学校バレーボール選手権大会（インターハイ） 出場
- 硬式野球部
- サッカー部
- ラグビー部
- バレーボール部
- 男子バスケットボール部
- 女子バスケットボール部
- 硬式テニス部
- 卓球部
- バドミントン部
- 剣道部

#### 文化部
軽音楽部　ー　第12回全国高等学校軽音フェスティバル　カヴァー部門　最優秀賞
書道部　ー　第51回高野山競書大会　内閣総理大臣賞
- 書道部
- 写真部
- 吹奏楽・コーラス部
- 軽音楽部
- ダンス部
- グローバルスタディーズクラブ（G.S.C.）
- 総合探究部
- 家庭科部
- ボランティア部
- インターアクトクラブ

## 著名な出身者

### スポーツ

#### プロ野球
- 亀井義行 - プロ野球コーチ・元プロ野球選手（読売ジャイアンツ・WBC日本代表選手・侍ジャパンコーチ）
- 青松敬鎔 - 元プロ野球選手（千葉ロッテマリーンズ）
- 藤江均 - 元プロ野球選手（東北楽天ゴールデンイーグルス）
- 加藤聡 - 元プロ野球選手（中日ドラゴンズ・育成）
- 河野大樹 - 元プロ野球選手（福岡ソフトバンクホークス・育成）

#### ラグビー
- 竹丸貴仁 - 元ラグビートップリーグ選手・ホンダヒート
- 大居広樹 - 元ラグビートップリーグ選手・キヤノンイーグルス
- 前田龍佑 - 元ラグビートップリーグ選手・近鉄ライナーズ
- 大西将史 - ラグビーリーグワン選手・リコーブラックラムズ
- 池永玄太郎 -ラグビーリーグワン選手・東芝ブレイブルーパス東京

#### バレーボール
- 神田聖馬 - 元バレーボール選手・JTサンダーズ

### マスメディア

#### アナウンサー
- 上原美穂 - テレビ大阪アナウンサー

### 芸能

#### 落語
- 笑福亭喬介

#### お笑い芸人
- 街裏ぴんく - R-1グランプリ2024 優勝